# Anancylus
Anancylus – rodzaj chrząszczy z rodziny kózkowatych i podrodziny zgrzypikowych.

## Zasięg występowania
Przedstawiciele tego rodzaju występują w Azji Południowo-Wschodniej oraz na Nowej Gwinei.

## Systematyka
Do Anancylus należy 12 gatunków i 3 podrodzaje:
- Podrodzaj: Anancylus Thomson, 1864
  - Anancylus calceatus
  - Anancylus mindanaonis
  - Anancylus papuanus
  - Anancylus vivesi
- Podrodzaj: Paranancylus Breuning, 1959
  - Anancylus arfakensis
  - Anancylus griseatus
  - Anancylus lotus
  - Anancylus malasiacus
  - Anancylus socius
- Podrodzaj: Pseudanancylus (Pic), 1925
  - Anancylus albofasciatus
  - Anancylus basalis
  - Anancylus birmanicus